# Tomojuki Sakai
Tomojuki Sakai (* 29. června 1979) je bývalý japonský fotbalista.

## Reprezentační kariéra
Tomojuki Sakai odehrál 1 reprezentační utkání. S japonskou reprezentací se zúčastnil letních olympijských her 2000.

## Statistiky
| Japonsko | Japonsko | Japonsko |
| Roky     | Záp.     | Góly     |
| -------- | -------- | -------- |
| 2000     | 1        | 0        |
| Celkem   | 1        | 0        |